# Zink-66
Zink-66 of 66Zn is een stabiele isotoop van zink, een overgangsmetaal. Het is een van de vijf stabiele isotopen van het element, naast zink-64, zink-67, zink-68 en zink-70. De abundantie op Aarde bedraagt 27,9%.
Zink-66 ontstaat onder meer bij het radioactief verval van koper-66 en gallium-66.
54Zn · 55Zn · 56Zn · 57Zn · 58Zn · 59Zn · 60Zn · 61Zn · 61m1Zn · 61m2Zn · 61m3Zn · 62Zn · 63Zn · 64Zn · 65Zn · 65mZn · 66Zn · 67Zn · 68Zn · 69Zn · 69mZn · 70Zn · 71Zn · 71mZn · 72Zn · 73Zn · 73m1Zn · 73m2Zn · 74Zn · 75Zn · 76Zn · 77Zn · 77mZn · 78Zn · 78mZn · 79Zn · 80Zn · 81Zn · 82Zn · 83Zn · 84Zn · 85Zn